# Alexis Rodríguez (zapaśnik meksykański)
Alexis Rodríguez Hernández (ur. 1997) – meksykański zapaśnik walczący w stylu klasycznym. Zajął piętnaste miejsce na mistrzostwach świata w 2023.
Srebrny medalista mistrzostw panamerykańskich w 2025; piąty w 2023 roku.